# میتسوبیشی آی-می‌ئی‌وی
میتسوبیشی i-MiEV (به انگلیسی: Mitsubishi i-MiEV) یک خودرو پنج در هاچبک الکتریکی با پلتفرم مشترک پژو یون و سیتروئن سی۰ می‌باشد. طول آن در حالت طبیعی ۳٬۳۹۵ میلیمتر (۱۳۳٫۷ اینچ)، عرض آن در حالت طبیعی ۱٬۴۷۵ میلیمتر (۵۸٫۱ اینچ) و ارتفاع آن در حالت طبیعی ۱٬۶۰۰ میلیمتر (۶۳٫۰ اینچ) است.
برای میتسوبیشی i-MiEV یک فن خنک کنندهٔ هوا در نظر گرفته شده که هنگام افزایش درجهٔ حرارت شروع به کار می‌کند، همچنین یک بخاری به عنوان یک گزینه برای خریداران در آب و هوای سرد در نظر گرفته شده که در درجه حرارت پایین به صورت خودکار انجام وظیفه می‌کند.
عمر باتری این خودرو خوب است و دارای گارانتی هشت ساله یا ۱۰۰٬۰۰۰ کیلومتر می‌باشد اما شارژ باتری خالی حدود ۲۲ ساعت طول می‌کشد که از نکات منفی این خودروی ژاپنی به حساب می‌آید. البته میتسوبیشی برای مالکانی که تحمل ۲۲ ساعت شارژ این کوچولو را ندارد یک ایستگاه شارژ سریع در نظر گرفته که باتری این خودرو را بسیار سریع شارژ می‌کند. قدرت موتور این خودرو ۶۶ اسب بخار و گشتاور آن ۱۴۵ پوند فوت می‌باشد. شتاب صفر تا ۱۰۰ این خودرو ۱۳ ثانیه طول می‌کشد اما هیچ چیز غیرطبیعی در مورد چگونگی عملکرد موتور وجود ندارد.
فرمان برقی آن احساس شگفت‌انگیزی در راننده ایجاد و ترمزهای مطمئن آن امکان رانندگی با سرعت ۶۲ مایل (نزدیک به ۱۰۰ کیلومتر) بر ساعت را با اعتماد به نفس بالا فراهم می‌کند.

## مشخصات فنی
استاندارد آلایندگی:۹۹/۱۲۶
صفر تا شصت :۱۳٫۰ ثانیه
قدرت:۶۶ اسب بخار
حداکثر سرعت:۸۰ مایل بر ساعت